# عزريكام
عزريكام عبرية: עזריקם هو موشاف في وسط إسرائيل. يقع بالقرب من أسدود، تحت ولاية مجلس بير توفيا الإقليمي. بلغ عدد سكانه 1,318 نسمة في عام 2014. تم إنشاء المستعمرة على أنقاض قرية بيت دراس الفلسطينية، من قبل مهاجرين يهود تونسيون. في السنوات القليلة الأولى، عاش سكان الموشاف في الخيام دون كهرباء أو ماء أو غاز.